# Orthomniopsis dilatata
Orthomniopsis dilatata là một loài Rêu trong họ Mniaceae. Loài này được (Wilson ex Mitt.) Nog. mô tả khoa học đầu tiên năm 1966.